# Съдебна психология
Съдебната психологията е област от психологията и приложна дисциплина, изучаваща определен кръг въпроси относими към личността на нарушителите на закона (криминална психология) и свидетелите (психология на свидетелите). Отрасъл на съдебната психология, който все още е слабо разработен е съдебната психология като наука за характера на съдиите.
Съдебната психология изследва психологическите условия и причини (общи и частни) подтикващи към извършването на простъпки и престъпления в пеналистиката, с цел принасяне на помощ за произнасянето на справедлива присъда в наказателния процес.
Съдебната психология не бива да се бърка и смесва с Правната психология, която има по-широк предмет на изследване и изучаване, свързан почти изцяло с криминологията и криминалистиката извън съдебната фаза на процеса.